# Macari
Macari (AFI: /ˈmakari/; in siciliano Màcari /ˈmakaɾɪ/) è una frazione del comune italiano di San Vito Lo Capo, nel libero consorzio comunale di Trapani, in Sicilia.

## Geografia fisica
Macari sorge a 100 metri sul livello del mare e dista 4,18 km dal capoluogo comunale.
Inoltre Macari è situata all’estremità occidentale della Sicilia, tra la riserva dello zingaro e tra la riserva del Monte Cofano.

## Origine del nome
L’origine del nome viene da una parola greca mákar (μάκαρ), che significa "benedetto". 
Il nome era scritto originariamente con la K, poi "italianizzato" in C, in quanto in epoca fascista i nomi con grafie straniere non erano ammissibili.

## Storia
La storia di Macari risale ai tempi antichi, quando era conosciuta come Makaria, che significa "benedetta" in greco.
Le prime tracce documentate di Macari risalgono al periodo medievale, quando il borgo era un insediamento agricolo circondato da uliveti e vigne.
Nel corso dei secoli, Macari ha subito diverse dominazioni, inclusa quella normanna, araba, spagnola e borbonica.
Durante il XIX secolo, il villaggio visse un periodo di crescita e sviluppo grazie all'incremento dell'industria peschiera e al turismo in aumento. Tuttavia, nel corso del XX secolo, l'economia di Macari subì una battuta d'arresto a causa della crisi del settore peschiero e dell'urbanizzazione.

## Monumenti e luoghi d'interesse

### Aree naturali
- Spiaggia di Macari
- Calette Santa Margherita
- Cala di Punta Lunga
- Caletta del Bue Marino

## Cultura

### Media
È divenuta famosa grazie alla serie tv Màkari, trasmessa su Rai 1 (prodotta da Rai Fiction e Palomar) e venduta in altri paesi su altre tv da Rai Com.